# Tillandsia graebeneri
Tillandsia graebeneri är en gräsväxtart som beskrevs av Carl Christian Mez. Tillandsia graebeneri ingår i släktet Tillandsia och familjen Bromeliaceae. Inga underarter finns listade i Catalogue of Life.